# Volta a Llombardia 1952
La Volta a Llombardia 1952 fou la 46a edició de la Volta a Llombardia. Aquesta cursa ciclista organitzada per La Gazzetta dello Sport es va disputar el 26 d'octubre de 1952 amb sortida i arribada a Milà després d'un recorregut de 226 km.
L'italià Giuseppe Minardi (Legnano) s'emporta la prova per davant del seu company d'equip Nino Defilippis i d'Arrigo Padovan (Atala).

## Desenvolupament
El cap de cursa, Ferdi Kübler, té més d'un minut d'avantatge respecte a Jacques Dupont i la resta de favorits en el cim de Madonna del Ghisallo. En el seu descens punxa Giuseppe Minardi però l'italià es refà i s'integra novament en el grup perseguidor. És el mateix Minardi juntament amb Nino Defilippis i Arrigo Padovan qui més força posen en la persecució de Kübler al qual neutralitzen en els mateixos carrers de Milà. Minardi segueix marcant un fort ritme que li permet imposar-se en el l'esprint final al velòdrom Vigorelli al seu company d'equip Defilippis i als Atala Padovan i Barozzi.

### Classificació general
|    | Ciclista                   | Equip                  | Temps      |
| -- | -------------------------- | ---------------------- | ---------- |
| 1  | Giuseppe Minardi (ITA)     | Legnano                | 6h 03' 36" |
| 2  | Nino Defilippis (ITA)      | Legnano                | m. t.      |
| 3  | Arrigo Padovan (ITA)       | Atala                  | m. t.      |
| 4  | Danilo Barozzi (ITA)       | Atala                  | m. t.      |
| 5  | Adolfo Grosso (ITA)        | Benotto-Fiorelli-Salus | m. t.      |
| 6  | Waldemaro Bartolozzi (ITA) | Atala                  | m. t.      |
| 7  | Giorgio Albani (ITA)       | Legnano                | m. t.      |
| 8  | Agostino Coletto (ITA)     | Frejus                 | m. t.      |
| 9  | Louison Bobet (FRA)        | Stella                 | + 19"      |
| 10 | Ferdi Kübler (SUI)         | Tebag                  | m. t.      |